# Siberian Light
Siberian Light — легкая западносибирская нефть, добываемая в основном в Ханты-Мансийском и Ямало-Ненецком автономных округах. Плотность 35—36 в градусах API (Американского института нефти), содержание серы — 0,57 %. Сходна по составу с Brent и WTI, которые относятся к так называемому сорту Light Sweet Oil — малосернистой лёгкой нефти, на которую и приходится большая часть мирового спроса. Из лёгких сортов нефти на НПЗ получают больше бензиновых фракций, чем в среднем из других сортов. Меньшим спросом пользуются и, следовательно, более низкую цену имеют тяжёлые сорта нефти, из которых при переработке получают большое количество тяжелого мазута. К таким сортам относится, например, Maya (Мексика). Из тяжёлых сортов нефти тоже можно получать топливо, но со значительно большими расходами на переработку.

## Описание
Siberian Light — сорт нефти (содержание серы около 0,57 %), которая представляет собой смесь из нефти, добываемой в Ханты-Мансийском автономном округе — Югре. Основные производители нефти Siberian Light — компании «Роснефть», «Лукойл», «Сургутнефтегаз», «Газпром нефть», «ТНК-BP».